# 蒙古源流
『蒙古源流』（もうこげんりゅう、Erdeni-yin tobči）は、1662年にサガン・セチェン・ホンタイジによって書かれたモンゴル年代記。原名は『ᠬᠠᠳ ‍‍ᠤᠨ
ᠦᠨᠳᠦᠰᠦᠨ ‍ᠦ 
ᠡᠷᠳᠡᠨᠢ ᠶᠢᠨ 
ᠲᠣᠪᠴᠢ（Qad-un ündüsün-ü erdeni-yin tobči、ハドン・ウンドゥスヌ・エルデニイン・トヴチ：帝王の源流の宝玉の史綱）』といい、略して『Erdeni-yin tobči（エルデニイン・トヴチ：宝玉の史綱）』という。

## 書名
『蒙古源流』の原名はその跋文に記す通り、『Qad-un ündüsün-ü erdeni-yin tobči（ハドン・ウンドゥスヌ・エルデニイン・トヴチ：帝王の源流の宝玉の史綱）』といい、略して『Erdeni-yin tobči（エルデニイン・トヴチ：宝玉の史綱）』という。1766年、清の乾隆帝はハルハのチェングンジャブに命じて『エルデニイン・トヴチ』を進呈させ、満州語に翻訳した。これを『Enetkek Tubet Monggo han sai da sekiyen（インド・チベット・モンゴルの帝王の源流）』といい、略して『monggo han sai da sekiyen（モンゴルの帝王の源流）』という。これがさらに漢文に翻訳されて『額訥特珂克・土伯特・蒙古汗等源流』となり、略して『蒙古源流』となった。

## 著者
『蒙古源流』の著者は、名をサガン(Sγang)といい、チンギス・カンの子孫の一人で、1604年にオルドス部部族に生まれ、称号をエルケ・セチェン・ホンタイジ(Erke Sečen Qong Tayiji)といった。そのためサガン・セチェン・ホンタイジと呼ばれる。サガンは59歳の1662年にモンゴル文でこの『エルデニイン・トヴチ』を書いた。

## 内容・構成
年代記はまず宇宙の起源について述べてから、人類の誕生に筆を走らせる。そして、インドの王統を詳述し、そこからチベットの王族が枝分かれし、チベットの王統はモンゴル高原に連続し、チンギス・カン一族へとつながる。これが、モンゴルの王統の起源であり、およそ中華世界の歴代の皇帝とは完全に無関係であり、それどころか、元朝のモンゴル人を草原に追い返した中国人の明王朝の皇帝でさえ、実はモンゴル人の隠し種だと書いている。岡田英弘は、「このモンゴル語の世界史は、実に壮大な構成になっている」と評する。
- 序
- 総論

1. インドの王統
2. チベットの王統
3. モンゴルの王統1
4. 中国の王統1
5. モンゴルの王統2
6. モンゴルの王統3
7. 満州の王統1
8. 中国の王統2
9. 満州の王統2

- 跋

## 刊行本
- Schmidt,Isaac Jacob,trans.,Geschichte der Ost-Monglen und ihres Fürstenhauses,verfasst von Ssanang Ssetsen Chungtaidschi der Ordus.St.Petersburg-Leipzig,1829.（シュミット本）
- Haenisch,Erich,edit.,Eine Urga-Handschift des mongolischen Geschichtswerks von Secen sagang (alias Sanang Secen).Deutsche Akademie der Wissenschaften zu Berlin,Institut für Orientforschung,Veröffentlichung Nr.25.Akademie-Verlag,Berlin,1955.（ウルガ本）
- Mostaert,The Reverend Antoine,edit.,Erdeni-yin Tobči,Mongolian Chronicle by Saγang Sečen,Part II,Manuscrit A;Part III,Manuscrit B;Part IV,Manuscrit C.Harvard Yanching Institute,Scripta Mongolica II.Harvard University Pess,Cambridge,Massachusetts,1956.（モスタールト本）
- Haenisch Erich,edit.,Der Kienkung-Druck des mongolischen Geschichtswerkes Erdeni yin Tobci von Sagang Secen.Akademie der Wissenschaften und der Literatur,Veröffentlichungen der Orientalischen Kommission,Band XIII.Franz Steiner Verlag Gmbh,Wiesbaden,1959.（武英殿版本）
- Sγang Sečen,Erdedni-yin tobči.Monumenta Historica Instituti historiae comiteti scientiarum reipublicae populi mongoli,Tomus I,Fasc.1,Ulaγan baγatur,1961.（ウラーン・バートル本）
- Qad-un ündüsün-ü erdeni-yin tobči,Sanang sečen jokiyaba.Öbör mongγol-un Sin Quva nom-un delgegür,Kökeqota,1962.（アラク・スルデ陵本）
- Haenisch,Erich,edit.,Qad-un ündüsün-ü erdeni-yin tobčiya.Asiatische Forschungen,Band 14,Otto Harrassowitz,Wiesbaden,1966.（武英殿写本）
- Sγang sečen,Erdedni-yin tobči.Öbör mongγol-un Sinquva nom-un delgegür,Kökeqota,1980.（ウラーン・バートル本再版）
- Kökeöndör,edit.,Erdedni-yin tobčiy-a,Sγang sečen jokiyaba.Mongγol tulγur bičig-ün čubural,Sinquva nom-un delgegür,1987.（フフーンドル本）
- Sγang secen,Erdedni-yin Tobci('Precious Summary').A Mongolian Chronicle of 1662.The Urga text transcribed and edited by M.Gō,I.de Rachewiltz,J.R.Krueger and B.Ulaan.Faculty of Asian Studies,The Australian National University,Canberra,1990.（デ・ラケヴィルツ本）
- 烏蘭『《蒙古源流》研究』中国蒙古文庫、遼寧民族出版社、瀋陽、2000年。（烏蘭本）
- 岡田英弘訳注『蒙古源流』刀水書房、2004年。（岡田本）
- 楊海英編『蒙古源流』

## 参考資料
- 岡田英弘訳注『蒙古源流』刀水書房、2004年、ISBN 4887082436